# Championnat du monde féminin de hockey sur glace 2014
Navigation
Championnat du monde 2013 Championnat du monde 2015
Traditionnellement, le Championnat du monde féminin de hockey sur glace n'est pas organisé durant les années olympiques. Cependant, afin de d'offrir de la compétition aux équipes non qualifiées pour les Jeux de 2014, toutes les divisions à l'exception de celle élite sont disputées en 2014,.
Au total cinq tournois sont organisés : la Division IA à Přerov en République tchèque (6-12 avril), la Division IB à Ventspils en Lettonie (6-12 avril), la Division IIA à Asiago en Italie (6-12 avril), la Division IIB à Reykjavik en Islande (24-30 avril) et le groupe de qualification pour la Division IIB 2015 à Mexico au Mexique (19-22 mars).

## DivisionIA
La Division IA a lieu du 6 au 12 avril 2014 à Přerov en République tchèque.
En septembre 2013, la Fédération internationale de hockey sur glace annonce que  la sélection gagnante se qualifiera pour le Championnat du monde élite 2015 où elle remplacera l'équipe ayant terminé dernière du tournoi olympique des Jeux d'hiver de Sotchi. Cependant le mode de la promotion est changé en janvier 2014 : la sélection vainqueur de la Division IA se qualifie pour une série de promotion-relégation jouée au meilleur des trois matchs contre l'équipe se classant dernière des Jeux. Elle doit avoir lieu avant le 15 novembre 2014 chez l'équipe la mieux placée au classement IIHF issu immédiatement après la fin des Jeux. Le vainqueur se qualifie pour le Championnat élite 2015 tandis que le perdant est reversé en Division IA 2015. Pays hôte du Championnat élite 2015, la Suède ne peut être reléguée. Dans le cas si celle-ci termine dernière des Jeux, c'est l'équipe classée septième qui prend part à la série de promotion-relégation.
| Clt   | Équipe       | PJ | V | VP | D | DP | BP | BC | Diff | Pts |
| ----- | ------------ | -- | - | -- | - | -- | -- | -- | ---- | --- |
| +001, | Tchéquie (R) | 5  | 5 | 0  | 0 | 0  | 15 | 3  | +12  | 15  |
| +002, | Norvège      | 5  | 3 | 0  | 2 | 0  | 17 | 12 | +5   | 9   |
| +003, | Danemark     | 5  | 2 | 1  | 2 | 0  | 17 | 18 | -1   | 8   |
| +004, | France (P)   | 5  | 2 | 0  | 3 | 0  | 12 | 15 | -3   | 6   |
| +005, | Autriche     | 5  | 1 | 1  | 2 | 1  | 16 | 19 | -3   | 6   |
| +006, | Slovaquie    | 5  | 0 | 0  | 4 | 1  | 11 | 21 | -10  | 0   |

- Qualifié pour la série de promotion-relégation
- Relégué en Division IB 2015

- Meilleures joueuses[5],[6] :
  - Meilleure gardienne : Klára Peslarová (République tchèque)
  - Meilleure défenseure : Silje Holøs (Norvège)
  - Meilleure attaquante : Andrea Dalen (Norvège)
  - Meilleure marqueuse : Ingvild Farstad (Norvège), 8 points (2 buts et 6 aides)

## DivisionIB
La Division IB a lieu du 6 au 12 avril 2014 à Ventspils en Lettonie.
| Clt   | Équipe        | PJ | V | VP | D | DP | BP | BC | Diff | Pts |
| ----- | ------------- | -- | - | -- | - | -- | -- | -- | ---- | --- |
| +001, | Lettonie (R)  | 5  | 5 | 0  | 0 | 0  | 17 | 3  | +14  | 15  |
| +002, | Chine         | 5  | 3 | 0  | 2 | 0  | 10 | 15 | -5   | 9   |
| +003, | Hongrie (P)   | 5  | 2 | 1  | 2 | 0  | 12 | 13 | -1   | 8   |
| +004, | Pays-Bas      | 5  | 2 | 1  | 2 | 0  | 16 | 10 | +6   | 8   |
| +005, | Corée du Nord | 5  | 1 | 0  | 4 | 0  | 10 | 17 | -7   | 3   |
| +006, | Kazakhstan    | 5  | 0 | 0  | 3 | 2  | 5  | 13 | -8   | 2   |

- Promu en IA 2015
- Relégué en Division IIA 2015

- Meilleures joueuses[7],[8] :
  - Meilleure gardienne : Evija Tētiņa (Lettonie)
  - Meilleure défenseure : Dorottya Medyes (Hongrie)
  - Meilleure attaquante : Inese Geca-Miljone (Lettonie)
  - Meilleure marqueuse : Inese Geca-Miljone (Lettonie), 13 points (6 buts et 7 aides)

## DivisionIIA
La Division IIA a lieu du 6 au 12 avril 2014 à Asiago en Italie.
| Clt   | Équipe              | PJ | V | VP | D | DP | BP | BC | Diff | Pts |
| ----- | ------------------- | -- | - | -- | - | -- | -- | -- | ---- | --- |
| +001, | Italie              | 5  | 4 | 1  | 0 | 0  | 20 | 5  | +15  | 14  |
| +002, | Grande-Bretagne (R) | 5  | 3 | 0  | 1 | 1  | 12 | 8  | +4   | 10  |
| +003, | Corée du Sud (P)    | 5  | 1 | 2  | 2 | 0  | 9  | 10 | -1   | 7   |
| +004, | Pologne             | 5  | 2 | 0  | 2 | 1  | 18 | 18 | 0    | 7   |
| +005, | Nouvelle-Zélande    | 5  | 1 | 0  | 3 | 1  | 7  | 15 | -8   | 4   |
| +006, | Australie           | 5  | 1 | 0  | 4 | 0  | 13 | 23 | -10  | 3   |

- Promu en IB 2015
- Relégué en Division IIB 2015

- Meilleures joueuses[9],[10] :
  - Meilleure gardienne : Shin So-jung (Corée du Sud)
  - Meilleure défenseure : Valentina Bettarini (Italie)
  - Meilleure attaquante : Karolina Późniewska (Pologne)
  - Meilleure marqueuse : Karolina Późniewska (Pologne), 11 points (4 buts et 7 aides)

## DivisionIIB
La Division IIB a lieu du 24 au 30 mars 2014 à Reykjavik en Islande.
| Clt   | Équipe       | PJ | V | VP | D | DP | BP | BC | Diff | Pts |
| ----- | ------------ | -- | - | -- | - | -- | -- | -- | ---- | --- |
| +001, | Croatie      | 5  | 5 | 0  | 0 | 0  | 26 | 8  | +18  | 15  |
| +002, | Slovénie (R) | 5  | 4 | 0  | 1 | 0  | 24 | 9  | +15  | 12  |
| +003, | Espagne      | 5  | 3 | 0  | 2 | 0  | 22 | 15 | +7   | 9   |
| +004, | Islande      | 5  | 2 | 0  | 3 | 0  | 8  | 14 | -6   | 6   |
| +005, | Belgique     | 5  | 0 | 1  | 4 | 0  | 3  | 21 | -18  | 2   |
| +006, | Turquie (P)  | 5  | 0 | 0  | 4 | 1  | 8  | 24 | -16  | 1   |

- Promu en IIA 2015
- Relégué en Qualification pour la Division IIB 2015

- Meilleures joueuses[12],[13] :
  - Meilleure gardienne : Sera Doğramacı (Turquie)
  - Meilleure défenseure : Diana Krušelj Posavec (Croatie)
  - Meilleure attaquante : Pia Pren (Slovénie)
  - Meilleure marqueuse : Diana Krušelj Posavec (Croatie), 18 points (11 buts et 7 aides)

## Qualification pour la DivisionIIB 2015
Le groupe de qualification pour la Division IIB 2015 a lieu du 19 au 22 mars 2014 à Mexico au Mexique.
| Clt   | Équipe             | PJ | V | VP | D | DP | BP | BC | Diff | Pts |
| ----- | ------------------ | -- | - | -- | - | -- | -- | -- | ---- | --- |
| +001, | Mexique            | 3  | 3 | 0  | 0 | 0  | 18 | 2  | +16  | 9   |
| +002, | Afrique du Sud (R) | 3  | 1 | 1  | 1 | 0  | 7  | 8  | -1   | 5   |
| +003, | Bulgarie           | 3  | 1 | 0  | 1 | 1  | 7  | 16 | -9   | 4   |
| +004, | Hong Kong          | 3  | 0 | 0  | 0 | 3  | 4  | 10 | -6   | 0   |

- Promu en Division IIB 2015

### Feuilles de matches (Division IA)
1. ↑  (en) « Game Summary FRA - CZE 0-3 », 6 avril 2014 (consulté le 8 avril 2014)
2. ↑  (en) « Game Summary NOR - SVK 6-3 », 6 avril 2014 (consulté le 8 avril 2014)
3. ↑  (en) « Game Summary AUT - DEN 4-5 », 6 avril 2014 (consulté le 8 avril 2014)
4. ↑  (en) « Game Summary SVK - FRA 1-3 », 7 avril 2014 (consulté le 8 avril 2014)
5. ↑  (en) « Game Summary DEN - NOR 1-5 », 7 avril 2014 (consulté le 8 avril 2014)
6. ↑  (en) « Game Summary FRA - AUT 7-2 », 9 avril 2014 (consulté le 12 avril 2014)
7. ↑  (en) « Game Summary DEN - SK 5-3 », 9 avril 2014 (consulté le 12 avril 2014)
8. ↑  (en) « Game Summary CZE - NOR 2-0 », 9 avril 2014 (consulté le 12 avril 2014)
9. ↑  (en) « Game Summary DEN - FRA 5-1 », 10 avril 2014 (consulté le 12 avril 2014)
10. ↑  (en) « Game Summary AUT - NOR 5-2 », 10 avril 2014 (consulté le 12 avril 2014)
11. ↑  (en) « Game Summary SVK - CZE 1-3 », 10 avril 2014 (consulté le 12 avril 2014)
12. ↑  (en) « Game Summary SVK - AUT 3-4 », 12 avril 2014 (consulté le 12 avril 2014)
13. ↑  (en) « Game Summary NOR - FRA 4-1 », 12 avril 2014 (consulté le 12 avril 2014)
14. ↑  (en) « Game Summary CZE - DEN 5-1 », 12 avril 2014 (consulté le 12 avril 2014)